# Luis Antonio Tagle
Luis Antonio Gokim Tagle, född 21 juni 1957 i Manila, är en filippinsk kardinal i Romersk-katolska kyrkan. 

## Utbildning och prästtjänst
Tagle föddes den 21 juni 1957 i Manila som son till Manuel Topacio Tagle och Milagros Gokim Tagle. Han avlade kandidatexamen i filosofi 1977 vid Ateneo de Manila-universitetet i Quezon City, och tog ytterligare en kandidatexamen i teologi vid samma lärosäte 1982.
Tagle diakonvigdes i juli 1981, och prästvigdes 1982 för församlingstjänst i Mendez. Han fortsatte sin akademiska verksamhet parallellt med församlingstjänsten, och undervisade i teologi vid flera seminarier. Åren 1985–1992 bedrev han forskarstudier vid Catholic University of America i Washington DC, där han avlade teologie doktorsexamen 1991. Avhandlingen handlade om de förändringarna av Romersk-katolska kyrkans organisation till följd av Andra Vatikankonciliet. Tagle har därefter även studerat vid de katolska instituten i Rom.
Redan som 40-åring utsågs Tagle av påve Johannes Paulus II till ledamot av den internationella teologiska kommissionen vid Kurian i Vatikanstaten för mandatperioden 1997–2002. Kommissionen spelar en central roll i utformandet av katolska kyrkans doktrin och lära och under Tagles tid i kommissionen leddes den av dåvarande kardinal Joseph Ratzinger, sedermera påve Benediktus XIV.

## Biskop och kardinal
Tagle utnämndes till biskop av Imus stift i den filippinska provinsen Cavite 2001 och till ärkebiskop av Manila 2011. Året därpå utsågs han av påve Benedikt XVI till kardinal, med kardinalprästs rang och San Felice da Cantalice a Centocelle som titelkyrka.
Tagle var en av kardinalelektorerna vid konklaven 2013, och ansågs då trots sina låga ålder som "papabile" alltså valbar som ny påve.
Den 8 december 2019 utnämnde påve Franciskus Tagle till prefekt för Kongregationen för folkens evangelisering. Den 1 maj 2020 upphöjde Franciskus honom till kardinalbiskops rang.

## Teologi och åsikter
Tagle beskrivs som en moderat biskop eller som balanserad mellan konservativa och mer progressiva hållningar. Han är en stark förkämpe för Romersk-katolska kyrkans sociallära, och har argumenterat kraftfullt mot politiska förslag om att liberalisera Filippinernas politik för preventivmedel och skilsmässa.
Samtidigt strävar han efter att stå på de fattigas sida, och bland annat kallats Asiens Franciskus, med hänvisning till påve Franciskus omsorg för de fattiga. Han har försökt mildra tonläget i debatten om preventivmedelslagstiftning. Han har uttryck att han är öppen för att tillåta frånskilda samt borgerligt omgifta katoliker att få ta del av kommunionen, efter individuell prövning.
Tagle beskrivs som en duktig kommunikatör, och är en efterfrågad talare. Han drev tidigt en egen videosändning med fokus på liturgiska läsningar, och har därefter gått vidare till en egen Youtube-kanal och tiktok.